# اتاق (فیلم ۲۰۱۵)
اتاق (انگلیسی: Room) فیلمی در ژانر درام به کارگردانی لنی آبراهامسون و نویسندگی اما داناهیو است که در سال ۲۰۱۵ منتشر شد. فیلمنامه این فیلم را داناهیو بر اساس رمانی به همین نام نوشته خودش به رشته تحریر درآورده است. بری لارسون در این فیلم نقش زن جوانی را ایفا می‌کند که هفت سال زندانی بوده و پسر پنج ساله‌اش (جیکوب ترمبلی) در اسارت به دنیا آمده‌است. فرار آن‌ها پسرش را قادر می‌سازد تا برای اولین بار دنیای بیرون را ببیند. جوآن آلن، شان بریدجرز و ویلیام اچ میسی از دیگر بازیگران فیلم هستند.
اتاق محصول مشترک کانادا، ایرلند، بریتانیا و ایالات متحده است و به‌طور کامل در تورنتو فیلم‌برداری شد و بخش اعظمی از مکان فیلمبرداری نیز در استودیو پاین وود تورنتو قرار داشت. ساخت فیلم در نهایت ۱۳ میلیون دلار خرج برداشت و فیلم در گیشه به فروشی ۳۶ میلیون دلاری رسید که با توجه به بودجهٔ کمش رقم خوبی محسوب می‌شود.
اتاق با بازخوردهای بسیار مثبت منتقدان و تماشاگران همراه بود. فیلم در سایت راتن تومیتوز بر پایه ۲۶۵ نقد نمره ۹۴/۱۰۰ را دریافت کرده و در سایت متاکریتیک نیز بر اساس ۴۳ نقد امتیاز ۸۶/۱۰۰ را گرفته‌است. همچنین فیلم اتاق از نظر کاربران سایت بانک اطلاعات اینترنتی فیلم‌ها یکی از ۲۵۰ فیلم برتر تاریخ سینما محسوب می‌شود.
نخستین نمایش فیلم اتاق در ۴ سپتامبر ۲۰۱۵ و در فستیوال فیلم تلیوراید بود، و سپس به صورت اکران محدود در تاریخ ۱۶ اکتبر ۲۰۱۵ توسط ای ۲۴ فیلمز در ایالات متحده اکران شد. فیلم اتاق در هفتاد و سومین مراسم گلدن گلوب در دو رشته بهترین بازیگر نقش اول درام برای بری لارسون و بهترین فیلمنامه نامزد بود که جایزه اول را بدست آورد. در هشتاد و هشتمین دوره جوایز اسکار فیلم در چهار رشته از جمله بهترین فیلم و بهترین فیلمنامه اقتباسی نامزد دریافت جایزه اسکار بود اما در نهایت موفق به دریافت جایزه بهترین بازیگر نقش اول زن برای لارسون شد.

## داستان
این فیلم روایتگر زندگی زن جوانی به نام جوی است که هفت سال قبل در سن ۱۷ سالگی توسط مردی که ادعا کرده بود سگ مریضش نیاز به کمک دارد ربوده شده و در یک آلونک (کانکس) حدوداً ۱۰ متری زندانی شده‌است و هیچ ارتباطی با دنیای خارج ندارد. وی در سال دوم حصر، از آن مرد، که از وی به عنوان «نیکِ پیر» یاد می‌کنند، صاحب یک پسر به اسم جک نیز شده‌است. در ابتدای فیلم، مادر و فرزند تولد ۵ سالگی جک را جشن می‌گیرند. در ادامهٔ فیلم از زبان جویی می‌شنویم که وی بارها قصد فرار داشته اما موفق به این کار نشده‌است.

## بازیگران
- بری لارسون در نقش مامانی، جویی نیوسام
- جیکوب ترمبلی در نقش جک
- جوآن آلن در نقش نانسی نیوسام
- ویلیام اچ میسی در نقش رابرت نیوسام
- شان بریدجرز در نقش نیک پیر
- تام مک کاموس در نقش لئو
- آماندا بروگل در نقش افسر پارکر
- جو پینگو در نقش افسر گرابوسکی
- مگان پارک در نقش لورا
- کاس انور در نقش دکتر میتال
- وندی کروسون در نقش مصاحبه‌کننده

## ساخت
اما داناهیو رمان‌نویس ۴۶ ساله ایرلندی -کانادایی در سال ۲۰۱۰ هفتمین رمان خود با نام اتاق را منتشر کرد که با استقبال بی نظیری رو به رو شد. داناهیو این داستان را با تأثیرپذیری از ماجرای پسر پنج ساله به نام فیلیکس در پرونده فریتزل نوشت. پرونده فریتزل دربارهٔ مرد اتریشی است که دخترش را به مدت ۲۴ سال در یک اتاق حبس کرد و از او صاحب هفت فرزند شد. فیلیکس نام کوچکترین فرزند اوست که در زمان فاش شدن راز سیاه فریتزل تنها پنج سال داشت. داناهیو فیلمنامه اقتباسی را خودش نوشت و لنی آبراهمسون برای کارگردانی انتخاب شد. نقش ابتدا به شیلین وودلی پیشنهاد شد ولی او بخاطر بازی در قسمت سوم سنت شکن که سنت شکن: هم پیمان نام دارد نتوانست آن را بپذیرد و بری لارسون ۲۶ ساله جایگزین او شد. بری لارسون برای اینکه به حال و هوای نقش نزدیک بشود برای یک ماه از جمع دور شد و خودش را در یک اتاق حبس کرد و رژیم سفت و سختی گرفت. همچنین در تمام مدت فیلمبرداری صورت خود را نشست تا هم نیازی به گریم نداشته باشد هم اینکه بتواند تصویری درست از کاراکترش نشان بدهد.منتقدان بازی بری لارسن در فیلم را غیرقابل توصیف دانسته‌اند.